# Sam Bankman-Fried
Sam Bankman-Fried, właściwie Samuel Benjamin Bankman-Fried, znany jako SBF (ur. 6 marca 1992 w Stanford) – amerykański przedsiębiorca i oszust kryptowalutowy. Był założycielem i dyrektorem generalnym (CEO) giełdy FTX oraz Alameda Research, które w listopadzie 2022 doświadczyły upadku i bankructwa. Do tego czasu był 41. najbogatszym Amerykaninem według Forbes 400 i 60. najbogatszą osobą świata z majątkiem 17,2 miliarda USD.

## Młodość i edukacja
Sam Bankman-Fried urodził się 6 marca 1992. Jest synem Barbary Fried i Josepha Bankmana, profesorów w Szkole Prawa Uniwersytetu Stanforda. Uczęszczał do szkoły średniej w Crystal Springs Uplands School w Hillsborough w Kalifornii, brał udział w „Canada/USA Mathcamp”, letniego programu dla wybitnie uzdolnionych matematycznie uczniów szkół średnich.  Ukończył Massachusetts Institute of Technology w 2014 roku, uzyskując licencjat z fizyki.

## Kariera
W listopadzie 2017, finansowany przez Jaana Tallinna i Luke'a Dinga, wraz z Tarą Mac Aulay założyli Alameda Research. W kwietniu 2019 założył giełdę kryptowalut FTX, została ona otwarta dla biznesu w ciągu miesiąca. 8 grudnia 2021 zeznawał przed  Committee on Financial Services na temat regulacji rynku kryptowalut.

## Upadek FTX
W listopadzie 2022 Changpeng Zhao, CEO Binance, poinformował na Twitterze, że jego firma zamierza sprzedać swoje udziały w FTT, tokenie giełdy FTX. Binance otrzymało FTT o wartości 529 milionów dolarów w ramach sprzedaży swojego kapitału w FTX w 2021 roku. Zhao zaoferował również niezobowiązującą propozycję przejęcia FTX. W tym czasie token FTT stracił 80% swojej wartości. 9 listopada Wall Street Journal poinformował, że Binance zdecydowało się nie przejmować FTX, Binance powołało się na doniesienia o niewłaściwym zarządzaniu środkami klientów przez FTX i toczące się dochodzenia w sprawie FTX jako powody, dla których firma nie będzie realizować transakcji. 11 listopada FTX i Alameda Research ogłosiły bankructwo, a Bankman-Fried zrezygnował z funkcji CEO FTX, zastąpił go John J. Ray III. 12 grudnia Bankman-Fried został przesłuchany przez bahamską policję. 17 listopada Ray stwierdził w oświadczeniu złożonym pod przysięgą w sądzie upadłościowym, że zgodnie z dokumentacją firmy, Alameda Research pożyczyła Bankman-Friedowi 1 miliard dolarów, dodając: „Nigdy w mojej karierze nie widziałem tak kompletnego braku kontroli korporacyjnej i tak kompletnego braku wiarygodnych informacji finansowych”.

## Aresztowanie i proces
13 grudnia 2022 Bankman-Fried, na polecenie amerykańskiej prokuratury, został aresztowany podczas pobytu na Bahamach. Wcześniej nowojorski sąd okręgowy oskarżył Bankman-Frieda o „oszustwo telekomunikacyjne, zmowę w celu oszustwa telekomunikacyjnego, oszustwo na rynku papierów wartościowych, zmowę w celu oszustwa na rynku papierów wartościowych i pranie pieniędzy”. Premier Bahamów Philip Davis skomentował aresztowanie Bankman Frieda: „Bahamy i Stany Zjednoczone mają wspólny interes w pociągnięciu do odpowiedzialności wszystkich osób związanych z FTX, które mogły zdradzić zaufanie publiczne i złamać prawo”.  22 grudnia Bankman-Fried został zwolniony za kaucją w wysokości 250 milionów dolarów, pod warunkiem, że zamieszka w domu swoich rodziców w Kalifornii.  11 sierpnia 2023 jego kaucja została cofnięta w związku z domniemanymi próbami manipulowania świadkami, a on sam powrócił do aresztu. 3 października 2023 rozpoczął się pierwszy proces w sądzie na Manhattanie. 2 listopada 2023 został uznany winnym przez ławę przysięgłych.